# Dialeuropora papillata
Dialeuropora papillata là một loài côn trùng cánh nửa trong họ Aleyrodidae, phân họ Aleyrodinae.
Dialeuropora papillata được Cohic miêu tả khoa học đầu tiên năm 1966.